# Yamunotri
Yamunotri (Hindi यमुनोत्री, Yamunotrī) ist der erste und westlichst gelegene Ort auf der berühmten hinduistischen Pilgerroute Chota Char Dham im Distrikt Uttarkashi im nordindischen Bundesstaat Uttarakhand. Die anderen Pilgerorte der Route sind Gangotri, Kedarnath und Badrinath.
Yamunotri, die Quelle des Flusses Yamuna und der Sitz der Gottheit Yamuna, ist eine Tagesreise von Rishikesh, Haridwar und Dehradun entfernt. Der eigentliche Tempel liegt auf einer Höhe von 3235 m und ist nur zu Fuß über eine sechs Kilometer lange Strecke vom Ort Hanuman Chatti aus zu erreichen (dort können Pilger auch Pferde oder Sänften ausleihen).

## Tempel
Ursprünglich wurde der erste Tempel durch die Maharani Gularia von Jaipur im 19. Jahrhundert errichten lassen. Der aktuelle Tempel ist neueren Ursprungs, weil Vorgängerbauten durch Wetter- und andere Umwelteinflüsse zerstört worden sind. Erbaut wurde er unter dem Maharaja Pratap Shah von Tehri Garhwal. Die Statue der Göttin ist aus schwarzem Marmor gefertigt.
Die Unterkunftsmöglichkeiten dort sind auf wenige kleine Ashrams und Gasthäuser beschränkt. Die rituellen Zeremonien wie die Herstellung und Verteilung von prasad (heilige Opfergaben) und das Zelebrieren von pujas (rituelle Verehrungsriten) obliegen der Priesterfamilie der Uniyal. Für diesen Pilgerort typisch ist die Herstellung von prasad aus Reis, der direkt in den örtlichen heißen Quellen gekocht wird.